# 콩코스

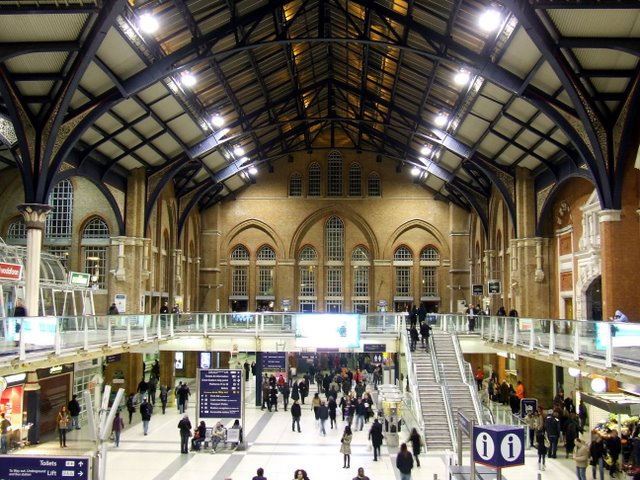
리버풀 역에 있는 콩코스

콩코스(concourse)는 공원의 중앙 광장을 말한다. 역이나 공항 등의 중앙에 있는 통로를 겸한 광장을 말하기도 한다.